# Sheela-na-gig von Coolaghmore

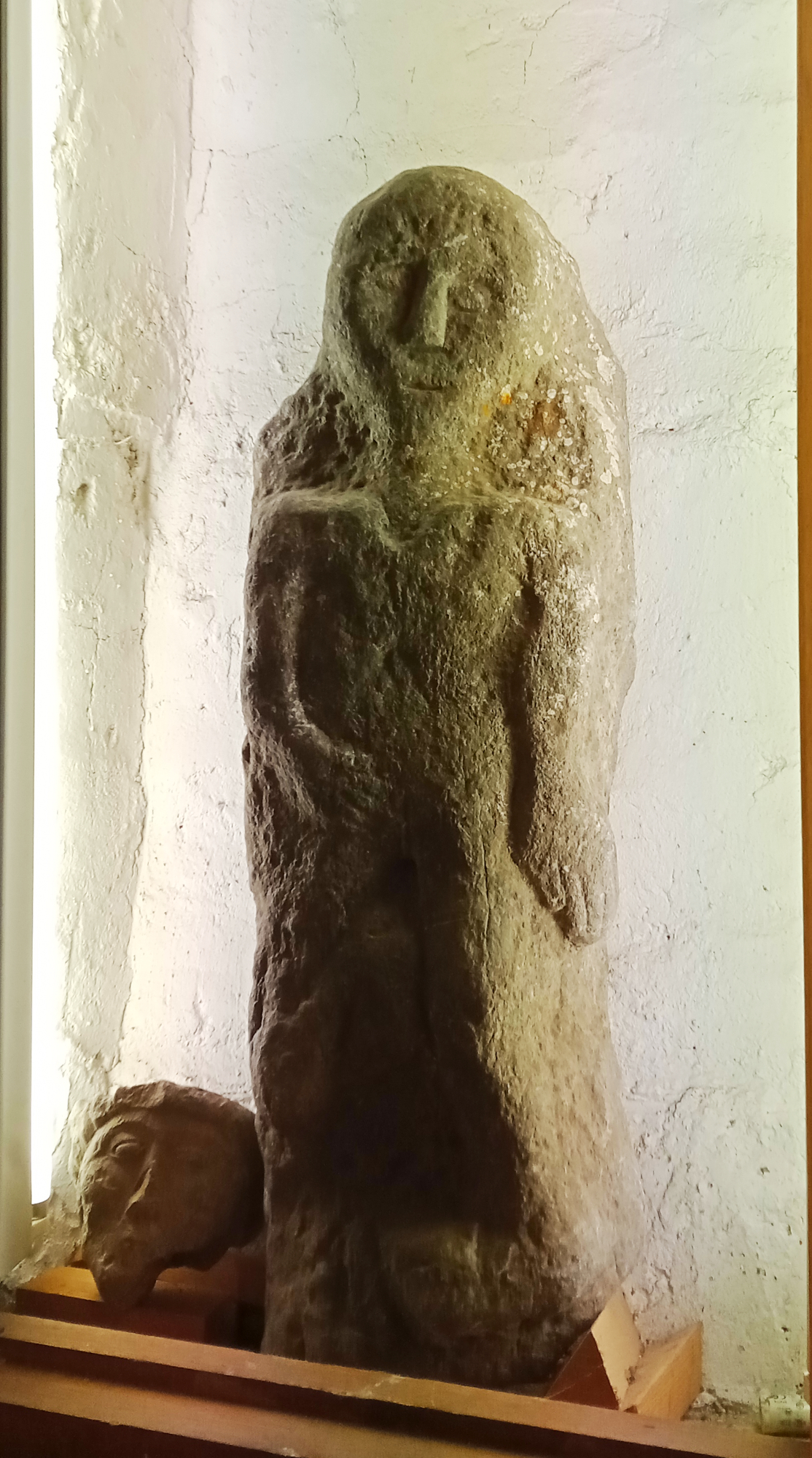
Sheela-na-Gig von Coolaghmore

Die Sheela-na-gig von Coolaghmore wurde 1975 auf dem Friedhof von Coolaghmore (auch Cooliaghmore oder Cooliagh More, irisch An Chuailleach Mhór), südlich von Callan im County Kilkenny in Irland entdeckt. Es wird angenommen, dass sie dort im 19. Jahrhundert begraben wurde. Lokalen Quellen zufolge wurde sie in einem Brunnen im nahen Townland Kyle gefunden und auf den Friedhof von Coolaghmore verbracht. Sie wurde dem Rothe House Museum geschenkt, wo sie ausgestellt ist.
Sheela-na-Gigs (irisch Síle na gcíoch) wurden meist als Relief dargestellt, als Skulptur sind sie äußerst selten.

## Beschreibung
Die Sheela-na-Gig ist aufrecht ausgestellt, aber eventuell war dies nicht die ursprüngliche Ausrichtung. Der ohrlose Kopf (andere Exemplare haben große Ohren) der Sheela ist birnenförmig mit ruhigem Gesichtsausdruck. Sie hat einen dünnen Hals und hervorstehende Schlüsselbeine. Die Rippen des abgemagerten Oberkörpers sind leicht eingeschnitten. Während ihr linker Arm an ihrer Seite liegt, berührt ihre rechte Hand die Vulva, die ein tiefes Loch hat. Die Vulva ist aber nicht so überzogen dargestellt wie bei anderen Sheelas. Barbara Freitag glaubt, dass die größere linke Hand einen Gegenstand gehalten haben könnte.